# Lukkihal(Big), Lingsugur
Lukkihal(Big) là một làng thuộc tehsil Lingsugur, huyện Raichur, bang Karnataka, Ấn Độ.